# Herbie, the Love Bug
Herbie, the Love Bug is een Amerikaanse televisieserie die werd uitgezonden in 1982 op CBS.
De serie was gebaseerd op de populaire Herbiefilms van Disney over de Volkswagen Kever met zijn eigen karakter.

## Verhaal
Jim Douglas (Dean Jones) is lesgever in een rijschool. Op een dag maakt hij een bankoverval mee en samen met zijn speciale auto Herbie kunnen ze de misdaad verijdelen. Ze redden zo de jonge dame Susan MacLane (Patricia Hart), die in de bank werkte en die ook drie kinderen heeft: Julie, Robbie en Matthew. Jim en Susan worden verliefd maar Susans ex, Randy Bigelow (Larry Linville), maakt hen het leven moeilijk.

## Rolverdeling
- Dean Jones - Jim Douglas
- Patricia Harty - Susan MacLane
- Claudia Wells - Julie
- Douglas Emerson - Robbie
- Nicky Katt - Matthew
- Larry Linville - Randy Bigelow
- Kipp Lennon - Raymond
- Richard Paul - Bo Philips
- Bryan Utman - Jason
- Natalie Core - Mevr. Bigelow

## Afleveringen
| # | Titel Aflevering       | Uitzenddatum VS |
| - | ---------------------- | --------------- |
| 1 | Herbie the Matchmaker  | 17 maart 1982   |
| 2 | Herbie to the Rescue   | 24 maart 1982   |
| 3 | My House Is Your House | 31 maart 1982   |
| 4 | Herbie, the Best Man   | 7 april 1982    |
| 5 | Calling Doctor Herbie  | 14 april 1982   |